# 关东州厅旧址
38°48′24″N 121°13′59″E / 38.80657°N 121.23318°E
关东州厅旧址，位于中华人民共和国辽宁省大连市旅顺口区友谊路59号，是一处两层欧式建筑。该建筑最早为俄羅斯帝國所建，日俄战争为日本所占，先后成为日本关东都督府、关东厅、关东州厅所在地。中华人民共和国成立后，此处被中国人民解放军接管，后曾一度闲置。2013年，关东州厅旧址被列为全国重点文物保护单位。

## 历史
1900年，俄罗斯帝国在旅顺修建了一座砖石结构建筑，并取名为“市营旅馆”。日俄战争期间，该建筑一度作为俄国兵营。之后日本占据旅顺，此建筑先后作为日本关东都督府、关东厅所在地，1934年12月26日关东厅废除，改立关东州厅，驻地不变。
1937年，位于大连的新驻地修建完成，关东州厅就此搬离了旅顺，此处改为旅顺师范学校的校舍。抗日战争胜利后，该楼被苏军接管。1955年，大连被苏联转交给中华人民共和国，此建筑被改为解放军的军人俱乐部，后作为八一滑雪队的队舍。1999年八一滑雪队迁走，此楼一度闲置:38:45-46:755。2013年，关东州厅旧址被列为全国重点文物保护单位。2014年，关东州厅旧址的修复工程获国家文物局批复同意。

## 歷任首長

### 關東廳

#### 長官
| 任次 | 肖像 | 姓名 (生–卒)           | 在任時間       | 在任時間       | 備註 |
| ---- | ---- | ---------------------- | -------------- | -------------- | ---- |
| 1    |      | 林權助 (1860–1939)     | 1919年4月12日  | 1920年5月24日  |      |
| 2    |      | 山縣伊三郎 (1858–1927) | 1920年5月24日  | 1922年9月8日   |      |
| 3    |      | 伊集院彥吉 (1864–1924) | 1922年9月8日   | 1923年9月19日  |      |
| 4    |      | 兒玉秀雄 (1876–1947)   | 1923年9月19日  | 1927年12月17日 |      |
| 5    |      | 木下謙次郎 (1869–1947) | 1927年12月17日 | 1929年8月7日   |      |
| 6    |      | 太田政弘 (1871–1951)   | 1929年8月7日   | 1931年1月16日  |      |
| 7    |      | 塚本清治 (1872–1945)   | 1931年1月16日  | 1932年1月11日  |      |
| 8    |      | 山岡萬之助 (1876–1968) | 1932年1月11日  | 1932年8月8日   |      |
| 9    |      | 武藤信義 (1868–1933)   | 1932年8月8日   | 1933年7月28日  |      |
| 10   |      | 菱刈隆 (1871–1952)     | 1933年7月28日  | 1934年12月10日 |      |
| 11   |      | 南次郎 (1874–1955)     | 1934年12月10日 | 1934年12月26日 |      |

#### 事務總長
| 任次 | 肖像 | 姓名 (生–卒)           | 在任時間      | 在任時間      | 備註 |
| ---- | ---- | ---------------------- | ------------- | ------------- | ---- |
| 1    |      | 杉山四五郎 (1870–1928) | 1919年4月12日 | 1921年6月3日  |      |
| 2    |      | 土岐嘉平 (1875–1946)   | 1921年6月3日  | 1923年6月15日 |      |
| 3    |      | 川口彥治 (1871–1955)   | 1923年6月15日 | 1924年6月30日 |      |

### 關東州廳

#### 長官
| 任次 | 肖像 | 姓名 (生–卒)           | 在任時間       | 在任時間       | 備註 |
| ---- | ---- | ---------------------- | -------------- | -------------- | ---- |
| 1    |      | 大場鑑次郎 (1888–1980) | 1934年12月26日 | 1935年1月15日  |      |
| 2    |      | 竹下豐次 (1887–1978)   | 1935年1月15日  | 1936年6月20日  |      |
| 3    |      | 御影池辰雄 (1892–1969) | 1936年6月20日  | 1937年10月29日 |      |
| 4    |      | 大津敏男 (1893–1958)   | 1937年10月29日 | 1938年3月28日  |      |
| 5    |      | 三浦直彥 (1898–1972)   | 1938年3月28日  | 1941年2月8日   |      |
| 6    |      | 柳井義男 (–)           | 1941年2月8日   | 1944年4月5日   |      |
| 7    |      | 今吉敏雄 (–)           | 1944年4月5日   | 1945年8月22日  |      |

## 结构

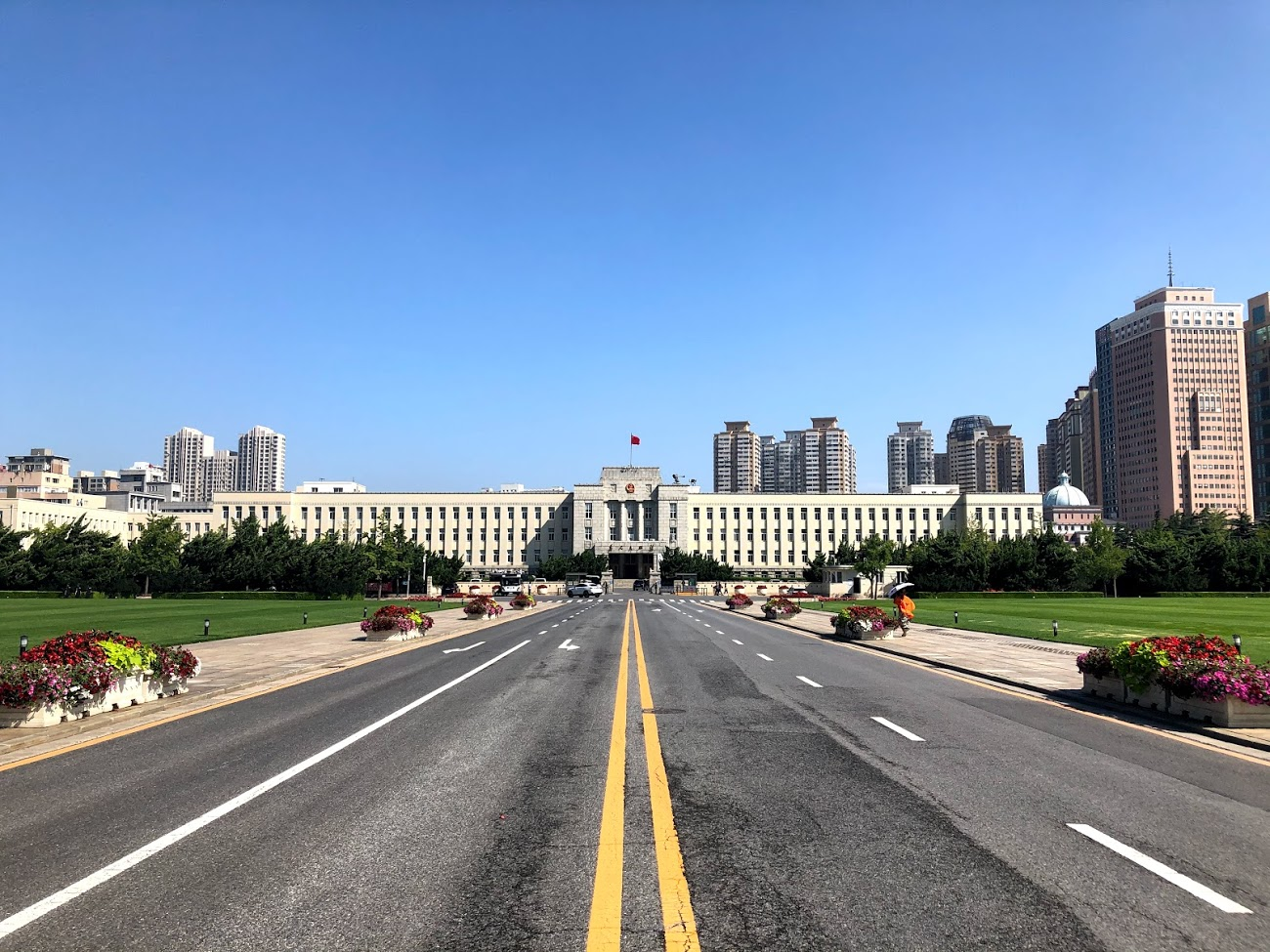
1937年关东州厅迁至西岗，现大连市人民政府

关东州厅旧址位于辽宁省大连市旅顺口区友谊路59号，是一座地上二层、地下一层的砖石结构俄式建筑，占地面积26500㎡，总建筑面积7659㎡。入口位于大楼正中并向外突出，门厅呈拱形，上方为四坡屋顶，装饰有火焰形山花装饰。:38